# Область гражданского управления
Область гражданского управления (нем. CdZ-Gebiet, производное от Chef der Zivilverwaltung — глава гражданской администрации) — административно-территориальная единица нацистской Германии, создававшаяся на части оккупированных территорий, подлежащих германизации и присоединению к Третьему рейху в будущем.

## Правовое положение
Захваченные нацистской Германией земли различались по своему юридическому статусу. На территориях, которые планировались к будущему включению в Рейх (однако по разным причинам не были аннексированы сразу), военная администрация постепенно заменялась на гражданскую. На территории областей гражданского управления было введено немецкое право, хотя они официально не считались частью нацистской Германии.
Во главе этих административных единиц стоял глава гражданской администрации (нем. Chef der Zivilverwaltung).

## Области
Всего в результате войны были созданы следующие области гражданского управления:
| Область           | Период    | Оккупированная территория                                                   | Планы к включению   |
| ----------------- | --------- | --------------------------------------------------------------------------- | ------------------- |
| Белосток          | 1941—1944 | польские территории (в 1795—1807 были частью Пруссии)                       | Восточная Пруссия   |
| Каринтия и Крайна | 1941—1945 | югославские территории, до 1918 принадлежавшие Австрийской империи          | рейхсгау Каринтия   |
| Лотарингия        | 1940—1944 | французский департамент Мозель (до 1918 в составе Германии)                 | рейхсгау Вестмарк   |
| Люксембург        | 1940—1944 | герцогство Люксембург                                                       | рейхсгау Мозельланд |
| Нижняя Штирия     | 1941—1945 | югославские территории, до 1918 принадлежавшие Австрийской империи          | рейхсгау Штирия     |
| Эльзас            | 1940—1944 | французские департаменты Нижний и Верхний Рейн (до 1918 в составе Германии) | Баден               |